# دیوید گریک (فیلم ۱۹۱۶)
دیوید گریک (انگلیسی: David Garrick) فیلمی به کارگردانی فرانک لوید است که در سال ۱۹۱۶ منتشر شد.